# Savalu
Savalu (em francês: Savalou) é uma cidade da República do Benim, localizada no Departamento de Collines a uns 70 km da cidade de Dassa-Zumé onde existe o Templo de Dassa-Zumé dedicado a Nanã.
O termo Saluvá ou Savalu, na verdade, vem de "Savé" que era o lugar onde se cultuava Nanã.
Nanã, uma das origens das quais seria Bariba "rei dos reis", uma antiga dinastia originária de um filho de Odudua, que é o fundador de Savé, é uma parada na rota para o norte é a cidade de Savé. É um lugar muito especial e de grande tradição religiosa desprendida das misteriosas formações rochosas, algumas de carácter sagrado e a alma dos fons a perceber-se por toda parte, principalmente pelo culto ao Vodum Sapatá. Também indica o nome do povo dessa região, que veio escravizado para o Brasil. Em termos de identidade cultural, forma uma subdivisão da cultura iorubá.

## Os savalus no Brasil
Os savalus chegaram no Brasil em condições de escravidão em meados do século XVII, juntamente com outras etnias, entre outros os falantes das línguas acã, eué, fon, mina, fanti e axânti.
Antes da libertação dos escravos em 1888, os escravos fugidos das fazendas reuniam-se em lugares afastados nas florestas em agrupamentos ou comunidades chamadas quilombos, depois da libertação, os africanos libertos reuniam-se em comunidades nas cidades que passaram a chamar de candomblé.
O Barracão (candomblé) de Ajançum-Sapatá foi fundado mais tarde pela africana Gaiacú Satu, em Salvador, para um outro sacerdote chamado Sinfrônio, e recebeu o nome  de Xué Acê Pó Egi (Xwè Acè Kpò Egí), sendo mais tarde apelidado de Cacunda de Iaiá, quando a casa passou ao comando da herdeira, Tança de Nanã.